# Nyctemera tangens
Nyctemera tangens är en fjärilsart som beskrevs av Adalbert Seitz 1915. Nyctemera tangens ingår i släktet Nyctemera och familjen björnspinnare. Inga underarter finns listade i Catalogue of Life.